# Handelsanställdas förbund
Handelsanställdas förbund (ofta kallat Handels) är ett fackförbund inom LO, bildat 1906. Förbundet har omkring 157 000 medlemmar, varav de flesta arbetar inom detaljhandeln, och är därmed ett av de största LO-förbunden. Linda Palmetzhofer valdes till ordförande efter ett extra insatt möte i förbundsrådet den 1 september 2020.

## Organiserade yrkesgrupper
Handels finns på cirka 25 000 arbetsplatser och representerar en rad olika yrken och branscher. Majoriteten av medlemmarna jobbar inom detaljhandeln, i butik eller på lager. Andra medlemsgrupper är till exempel florister, frisörer, tjänstemän inom arbetarrörelseanknutna folkrörelser (ABF, Fonus, SAP, V, Folksam, Hyresgästföreningen m fl) och elever inom yrkesinriktad utbildning.

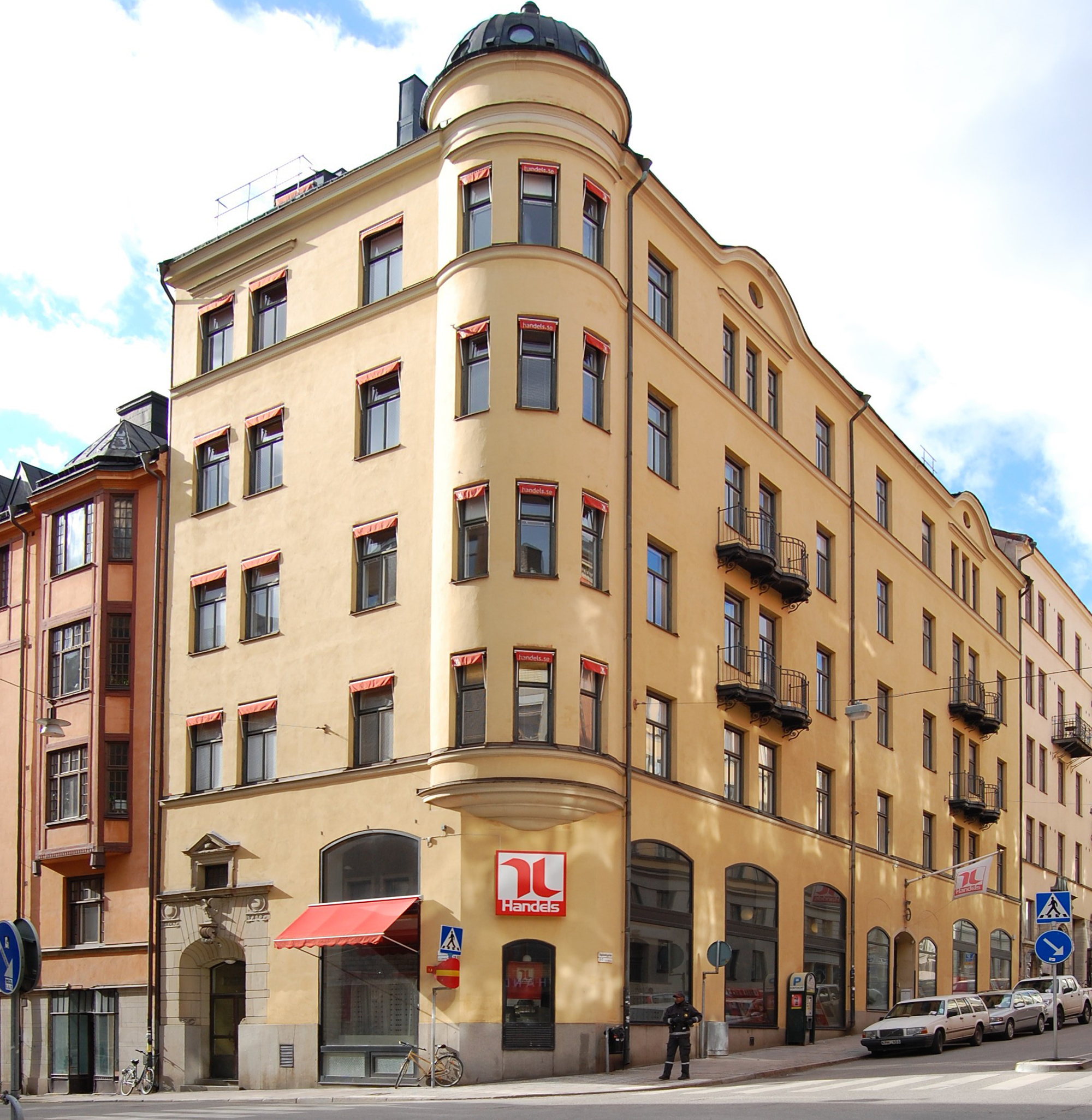
Handelsanställdas förbunds kontor i Stockholm

## Historia
Handels rötter finns i de utkörarefackföreningar som bildades omkring år 1900. Malmö varuutkörarefackförening, som bildats 1902, tog år 1906 initiativ till en konferens i Malmö där Svenska varuutkörareförbundet bildades, förutom av Malmöföreningen, även av Lunds varuutkörarefackförening och Stockholms ölutkörarefackförening. Förbundets förste ordförande blev ölutköraren P. A. Lindfors. Förbundet nekades inträde i LO, där man ansåg att medlemmarna borde ansluta sig till Transportarbetareförbundet och inträde i LO beviljades först 1910.
- 1907 söker man bredda yrkesbasen genom namnändring till Svenska varuutkörare- och handelsarbetareförbundet. De dominerande yrkena var utkörare och lagerarbetare.
- 1916 ändrade man åter namn till Svenska handelsarbetareförbundet eftersom man organiserade allt fler inom kontor och handel.
- 1920 hade förbundet 7500 medlemmar i 82 avdelningar.
- 1928 tillkom Pressbyråns personalförbund.
- 1950 hade förbundet 285 avdelningar med 66942 medlemmar.
- 1952 överfördes all biograf- och nöjespersonal till Svenska musikerförbundet.
- 1957 namnändring till Handelsanställdas förbund.
- 1961 hade medlemsantalet nått upp till 100000 i 260 avdelningar och man beslutade efter en organisationsutredning att inrätta 39 storavdelningar.
- 1968 övergick 4300 mejeriarbetare till Svenska livsmedelsarbetareförbundet.
- 1970 uppgick de 240 medlemmarna i Sveriges urmakeriarbetareförbund i Handels.
- 1980 hade förbundet 154184 medlemmar, varav 37884 män och 116300 kvinnor. [4]
- 1989 upphörde Frisöranställdas förbund och de 4160 medlemmarna uppgick i Handels.

## Ordförande i urval
- Algot Jönsson (1950-talet)
- Karl-Åke Granlund (–1967)
- Bengt Lloyd (1967–1991)
- Kenth Pettersson (1991–1999)
- Ninel Jansson (1999–2005)
- Lars-Anders Häggström (2005–2014)
- Susanna Gideonsson (2014–2020)
- Linda Palmetzhofer (2020–)